# Leather Teeth
Leather Teeth (с англ. — «Кожаные зубы») ― третий альбом французского музыканта Франка Уэзо, известного под псевдонимом Carpenter Brut. Выпущен 23 февраля 2018 года. При создании альбома автор вдохновлялся культурой 80-х годов, в особенности глэм-роком и Judas Priest.

## История
По признанию Франка Уэзо, создателя альбома, после выхода Trilogy, его предыдущего творения, являющийся компиляцией трёх его мини-альбомов: EP I, EP II, EP III) времени на создание альбома почти не было, так как с 2015 года он находился в постоянных турах. Однако он решил посвятить альбом теме, отличающейся от той, что упоминались в трёх предыдущих мини-альбомах. Carpenter Brut хотел сделать музыку Leather Teeth мягче чем в его предыдущем альбоме, поэтому он постарался его сделать гораздо ближе к жанру синтвейв. Уэзо заявил, что не хотел делать музыку мрачной, так как он хотел делать то, что хочет, а не что от него ждут. В создании альбома участвовало множество людей, в особенности певцов, таких как Кристоффера Ригга из Ulver и Мэта МаКнерни из Grave Pleasure. По признанию Франка, он решил их пригласить, чтобы поэкспериментировать в звучании песен. Альбом был выпущен в полночь с 22 на 23 февраля без какого-либо анонса.

## Об альбоме
По словам Франка Уэзо, создателя альбома, Leather Teeth является саундтреком к якобы вышедшему в 1987 году фильму под названием Эффект болельщицы (аналогично композиции «Cheerleader Effect»). Также альбом продолжает сюжет, показанный в Trilogy. Альбом повествует о подростке Брете Хэлфорде, который пытается всеми силами заполучить девушку. Последний ради этого готов даже стать вокалистом в известной глэм-рок группе Leather Patrol.
Музыка представляет собой смесь электронной музыки, метала и глэм-рока, что делает звучание альбома похожим на творчество Perturbator, Dan Terminus и GosT. Звучание вдохновлено хоррор-фильмами 80-х годов.

## Восприятие
Альбом получил положительные отзывы от критиков.
В журнале Kerrang! Leather Teeth попал сразу в два топа. Одноимённая песня вошла в топ лучших песен, связанных с кожаной одеждой. А сам альбом попал в список лучших альбомов, вышедших без рекламы. Джефф Балмер на сайте absolutetrash отметил, что альбом является хорошим образцом жанра синтвейв, но крайне коротким.

## Список композиций
| №                   | Название              | Длительность |
| ------------------- | --------------------- | ------------ |
| 1.                  | «Leather Teeth»       | 3:52         |
| 2.                  | «Cheerleader Effect»  | 3:37         |
| 3.                  | «Sunday Lunch»        | 3:15         |
| 4.                  | «Monday Hunt»         | 2:55         |
| 5.                  | «Inferno Galore»      | 3:49         |
| 6.                  | «Beware The Beast»    | 3:45         |
| 7.                  | «Hairspray Hurricane» | 5:31         |
| 8.                  | «End Titles»          | 5:23         |
| Общая длительность: | Общая длительность:   | 32:13        |